# Варган
Варга́н (возм. от старослав. варга — рот или греч. όργανον, органон — инструмент) — музыкальный инструмент в виде свободно колеблющегося в проёме рамки язычка, приводимого в движение пальцем или дёрганием за нитку.
Инструмент устанавливают в области рта. Ротовая полость и глотка, а также носовая полость и нижние дыхательные пути служат резонатором, усиливающим громкость. Управляя работой артикуляционного аппарата и дыхания, изменяют тембр звучания варгана за счёт усиления тех или иных обертонов в его звуковом спектре, при этом основной тон звучит постоянным бурдоном.

## История

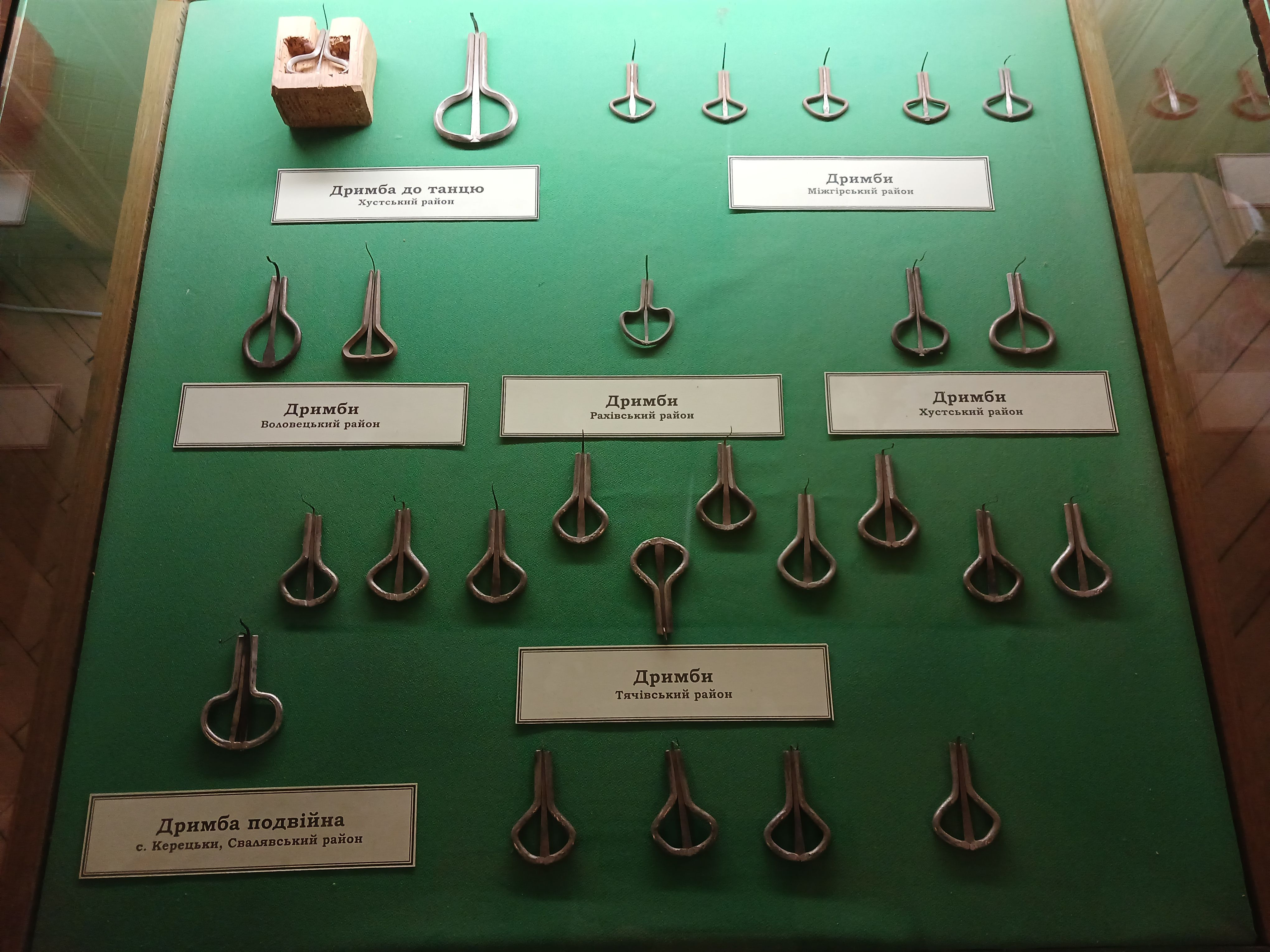
Разновидности украинских закарпатских дрымб

Издавна варган был распространён в Азии и Океании (кроме Ближнего Востока). Древнейший экземпляр III—I века до н. э. найден в Монголии на месте стоянки народа хунну. В Латинскую и Северную Америку варган попал во времена их колонизации с конца XVI — XVII веке и активно использовался в товарном обмене.
В Европе варган стал известен в начале второго тысячелетия. В России самым старым инструментом является варган XIII века, найденный на территории Великого Новгорода. В европейской профессиональной музыке варган использовался в конце XVIII — начале XIX века. Австрийский композитор Иоганн Альбрехтсбергер в 1765 году написал семь концертов для варгана, мандолы и струнных.
В белорусском городе Друцке найден варган XII века, на территории Великого Новгорода — 13 варганов XIII—XV века. Тринадцатый варган найден на территории Владычного двора Новгородского детинца в слоях XIV века. В центральные регионы России варган предположительно попал из Польши через Украину.
От названия инструмента произошёл и глагол «варганить» («сварганить»), первоначально обозначавший игру на варгане, а затем перешедший в живую русскую речь с различными смысловыми значениями (шуметь, делать что-нибудь кое-как и т.д.).

## Конструкция
Пластинчатые — в виде продолговатой пластинки с вырезанным в ней язычком. Материалы изготовления: дерево, бамбук, тростник, кость, металл. Распространены среди народов Северной, Центральной, Южной, Юго-Восточной Азии и Океании.
На некоторых пластинчатых варганах язычок дёргают за привязанную к его основанию нитку: один из варганов башкир (агас кубыз), варган айнов (муккури), один из варганов нивхов (тыф канга), костяной варган манси (томран), варган с острова Бали (генггонг).
Дуговой — состоят из двух соединённых металлических частей: рамки и язычка с крючком для защипывания. Рамка варгана состоит из дугообразной части и двух дек, между которыми находится рабочая часть язычка.

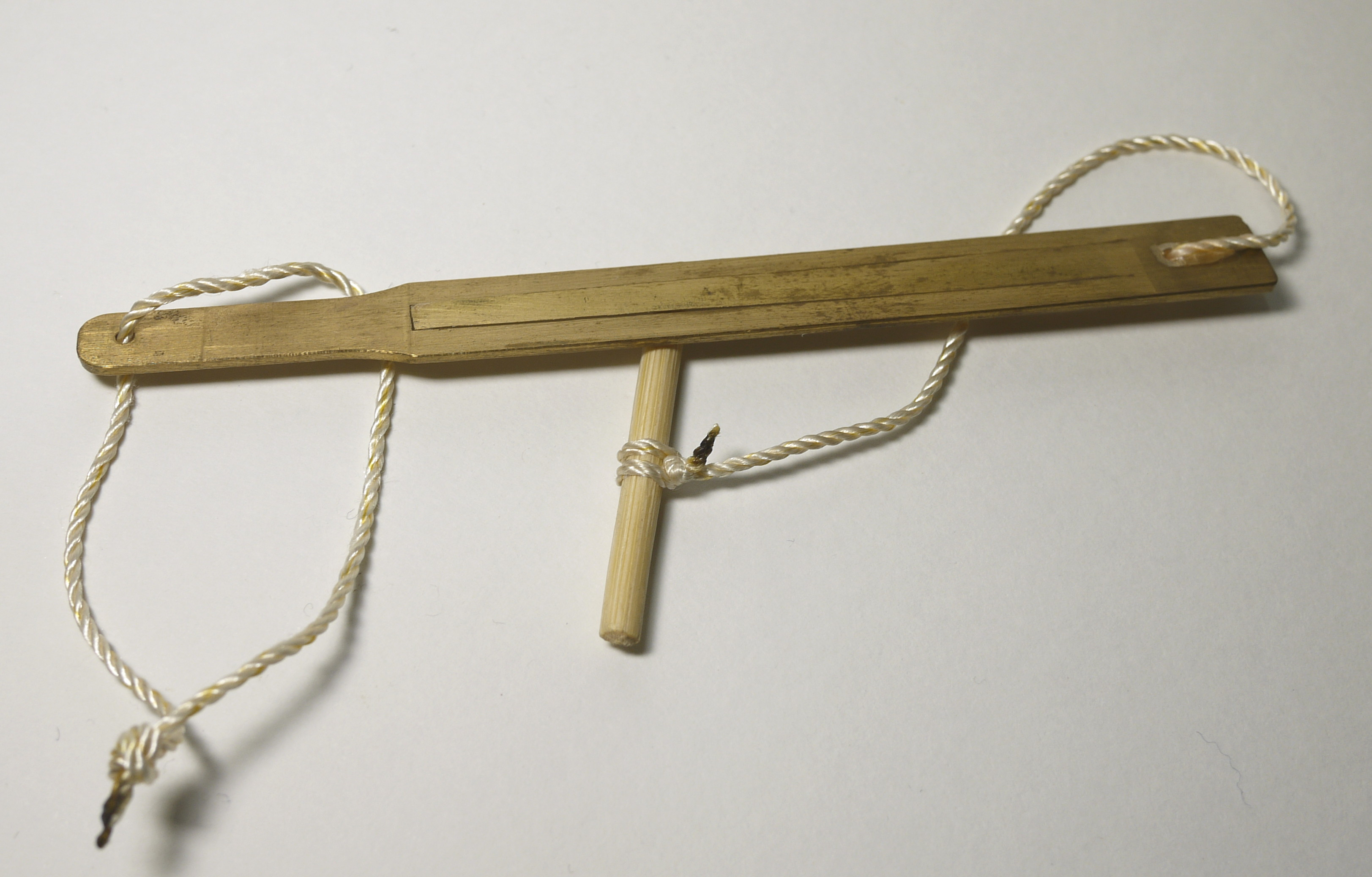
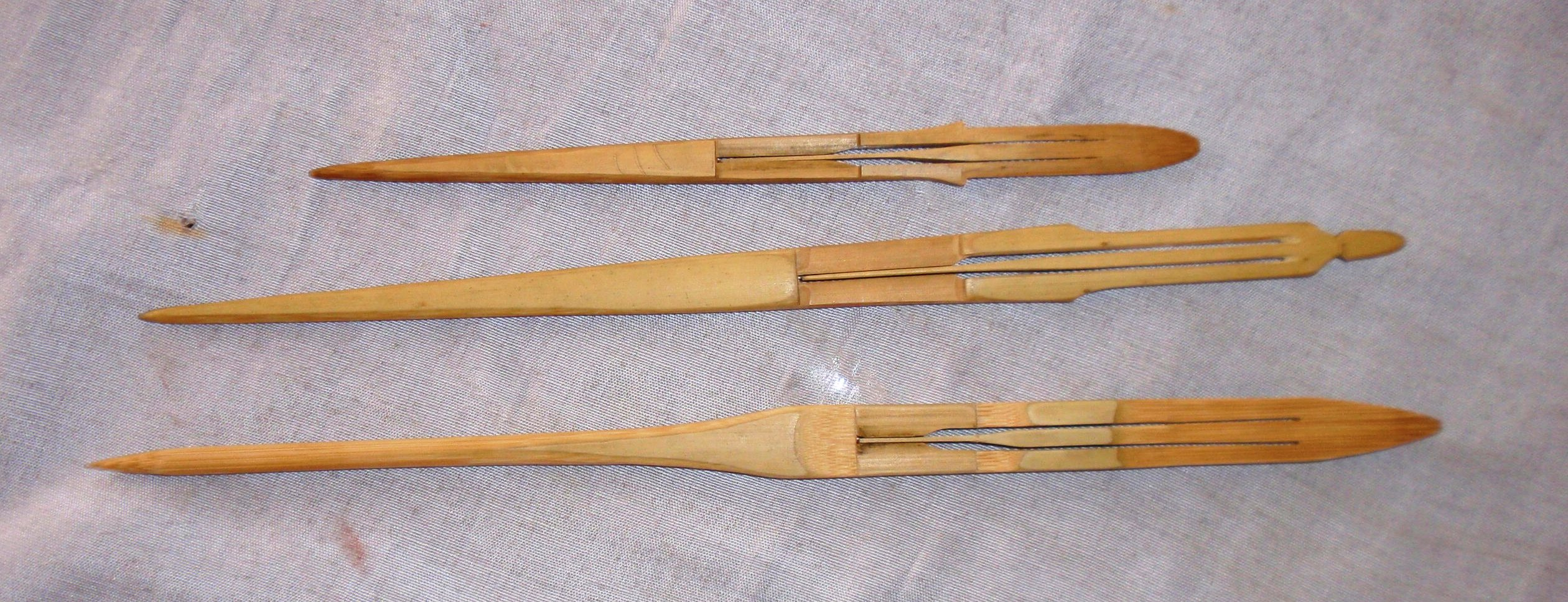
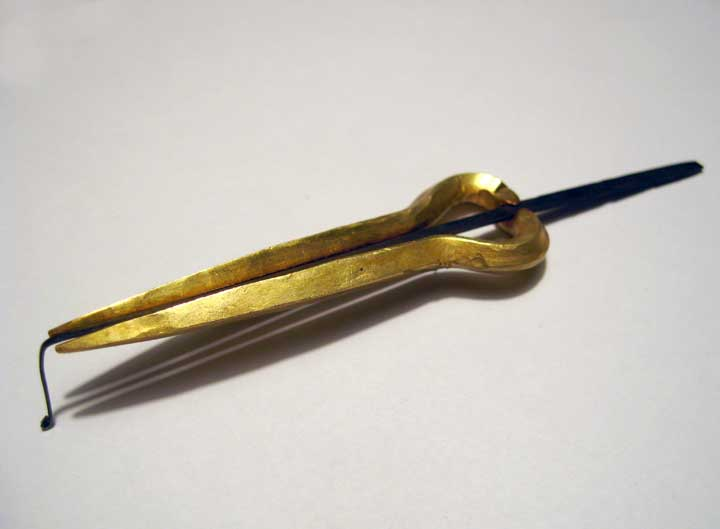

## Варганы разных народов
- Гопуз — туркменский варган.
- Дан мой — пластинчатый латунный варган некоторых народов Вьетнама.
- Кубыз — башкирский и татарский варган.
- Марранзано — сицилийский варган. Его можно услышать в комедии Невероятные приключения итальянцев в России, в музыкальной теме сицилийского мафиози.
- Муннихарпу — финский варган.
- Ооз-комуз — киргизский варган.
- Пармупилль — эстонский варган.
- Чанковуз — каракалпакский и узбекский варган[19].
- Шанкобыз — казахский варган[20].

Всего известно более тысячи национальных названий варгана. У русских, кроме обычного обозначения варган, встречалось также название зубанка.

Распространение варгана на территории СССР (публикация 1973 года)

На территории России варган распространён у русских, у народов Северной Азии (кроме эскимосов, юкагиров, нганасанов, энцев и ненцев), у народов Поволжья (марийцы, удмурты, чуваши и коми-зыряне), в Башкортостане и Татарстане (см. кубыз), в Республике Алтай, Тыве и Хакасии. Пластинчатые варганы используются у народов Чукотки, Камчатки, Сахалина, Югры, района Среднего Енисея, Центральной Сибири (эвенки и эвены), у западных (ханты, манси, кеты, селькупы) и восточных народов Северной Азии (якуты, чукчи, кереки, коряки, ительмены, южно-сахалинские айны, северо-сахалинские нивхи).

### Хомус якутский
Один из важнейших традиционных инструментов якутов, в прошлом использовавшийся шаманами. Якуты (и долганы) в основном используют хомус (у долган называется барган). Также в Якутии известен пластинчатый хомус из лиственницы или кости.
В 2024 году якутский хомус получил патент и вошёл в государственный реестр охраняемых объектов интеллектуальной собственности России. Роспатент зарегистрировал якутский хомус в качестве географического указания, что даёт Якутии исключительные права на его использование.

### Комус алтайский
Челер комус — пластинчатый комус из тростника или бамбука с верёвкой для дёргания язычка. Использовался до начала XX века в Улаганском районе Республики Алтай. Темир комус — изготавливается из металла. Традиционный темир комус представляет собой пластинку с вырезом, в который устанавливается язычок с загибом на конце. Современный темир комус делается из стали или латуни и выглядит как типичный дугообразный варган.

### Дрымба
Дрымба — дуговой варган, известный на Украине (особенно на Гуцульщине), в Молдавии и Румынии (рум. drâmbă). На западе Украины дрымба была единственным женским (в основном девичьим) инструментом. В середине XX века дрымба ещё сохраняла некоторую популярность среди пастухов Закарпатской области.

### Индийские варганы
Морчанг (букв. ротовая арфа) — дуговой варган на севере Индии, морсингх — на юге. Морчанг хорошо сочетается с барабаном мридангой. Более древние варганы представлены деревянными или бамбуковыми пластинчатыми экземплярами с ниткой: ассамский гагана (гангинна), раджастханский гхоралио. Варганы используются в ансамблях для ритмического сопровождения пения и танцев.